# Aeroporto de Bratislava-M. R. Štefánik
O Aeroporto de Bratislava-M. R. Štefánik (em eslovaco: Letisko Bratislava-M. R. Štefánika) (IATA: BTS, ICAO: LZIB) é um aeroporto internacional na cidade de Bratislava, capital da Eslováquia, sendo o principal do país.